# Kurman-Gali Karakejew
Kurman-Gali Karakejew (kirg. i ros. Курман-Гали Каракеев, ur. 25 października?/7 listopada 1913 w miejscowości Kürmöntü w obwodzie siemirieczeńskim, zm. 13 listopada 2012 w Biszkeku) – radziecki i kirgiski historyk i polityk, przewodniczący Rady Najwyższej Kirgiskiej SRR (1955-1959).

## Życiorys
Uczył się w technikum rolniczym, 1933-1934 był sekretarzem odpowiedzialnym i zastępcą redaktora gazety "Lenincził dżasz" ("Leninowska Młodzież"), 1934-1936 kierował Wydziałem Młodzieży Uczącej Się Kirgiskiego Obwodowego Komitetu Komsomołu, 1936 ukończył Kirgiski Państwowy Instytut Pedagogiczny. Po ukończeniu studiów 1936-1938 służył w marynarce wojennej, 1938 został członkiem WKP(b), 1939-1939 był sekretarzem i zastępcą redaktora pisma "Kommunist", następnie zastępcą kierownika Wydziału Agitacji i Propagandy Komitetu Obwodowego Komunistycznej Partii (bolszewików) Kirgistanu we Frunzem (Biszkeku) i sekretarzem Tienszańskiego Komitetu Obwodowego KP(b)K. Później do 1944 był sekretarzem Issyk-Kulskiego Komitetu Obwodowego KP(b)K, 1944-1947 słuchaczem Wyższej Szkoły Partyjnej przy KC WKP(b), 1947-1949 redaktorem gazety "Kyzył Kyrgyzstan" ("Czerwony Kirgistan"), a od 1949 do stycznia 1952 kierownikiem Wydziału Propagandy i Agitacji KC KP(b)K. Od 9 stycznia 1952 do 11 grudnia 1956 był sekretarzem KC KC(b)K/KPK i jednocześnie od 1 kwietnia 1955 do 27 maja 1959 przewodniczącym Rady Najwyższej Kirgiskiej SRR, 1956-1958 słuchaczem kursów przekwalifikowujących przy KC KPZR, a 1958-1959 aspirantem Akademii Nauk Społecznych przy KC KPZR. W 1959 otrzymał tytuł kandydata nauk historycznych, od 1959 do lutego 1960 był starszym pracownikiem naukowym Instytutu Historii Partii przy KC KPK, a od 20 lutego 1960 do 22 listopada 1978 prezydentem Akademii Nauk Kirgiskiej SRR, 1970 został doktorem nauk historycznych, a w 1971 profesorem. Od 26 listopada 1968 był członkiem korespondentem Akademii Nauk ZSRR (Wydział Historii, Historia KPZR), od listopada 1978 do 1986 kierował Sektorem Rewolucji Październikowej i Wojny Domowej Instytutu Historii Akademii Nauk Kirgiskiej SRR, był członkiem Prezydium Akademii Nauk Kirgiskiej SRR.

## Odznaczenia i nagrody
- Order Lenina
- Order Rewolucji Październikowej
- Order Czerwonego Sztandaru Pracy (czterokrotnie)
- Order „Znak Honoru”
- Nagroda Państwowa Kirgiskiej SRR (1970)
- Order „Manas” I klasy (Kirgistan, 26 stycznia 2003)
- Order „Manas” II klasy (Kirgistan)
- Zasłużony Działacz Nauki Kirgistanu (1991)